# کنپا کارولینگسکا
کنپا کارولینگسکا (به لهستانی:  Kępa Karolińska) یک روستا در لهستان است که در گمینا ایووو واقع شده‌است.